# The Shallow Tale of a Writer Who Decided to Write about a Serial Killer
The Shallow Tale of a Writer Who Decided to Write about a Serial Killer ist eine Tragikomödie von Tolga Karaçelik. Die Weltpremiere des Films mit Steve Buscemi als ehemaliger Serienmörder, John Magaro als Schriftsteller mit Schreibblockade und Britt Lower als dessen Partnerin in den Hauptrollen erfolgte im Juni 2024 beim Tribeca Film Festival.

## Handlung
Die Beziehung des Schriftstellers Keane mit seiner Freundin Suzie scheint in die Brüche gegangen zu sein. Er freundet sich mit einem ehemaligen Serienmörder namens Kollmick an, der tagsüber zu seinem Beziehungsberater und nachts zu seiner Muse für seinen zweiten Roman wird. Keanes Agent David liegt ihm bereits in den Ohren, weil er noch immer keinen Entwurf vorzeigen kann. Kollmick hat eine bessere Idee für seinen nächsten Roman als eine 40.000 vor Christus spielende Geschichte über einen weiblichen Homo Sapien, der dem letzten lebenden Neandertaler begegnet. Keane soll über einen Serienmörder schreiben.

## Produktion

### Regie und Drehbuch
Regie führte der Türke Tolga Karaçelik, der auch das Drehbuch schrieb. Es handelt sich nach Gise Memuru von 2010, Sarmasik von 2015 und Kelebekler von 2018 um seinen vierten Spielfilm. Karaçelik, der in der Türkei Jura studierte, bevor er nach New York zog, um Film zu studieren, wurde in den USA insbesondere mit letzterem Film bekannt, eine absurde Komödie, die im Englischen Butterflies heißt. Der Film wurde beim Sundance Film Festival 2018 mit dem Grand Jury Award ausgezeichnet. Bekannt ist Karaçelik auch für die Regie bei der seit 2022 ausgestrahlten, türkischen  Science-Fiction-Fernsehserie Yakamoz S-245. The Shallow Tale of a Writer Who Decided to Write about a Serial Killer ist sein erster englischsprachiger Film.
Während einer seiner Sitzungen bei seinem Therapeuten erfuhr Karaçelik, dass dieser auch Paartherapien anbietet. Der Gedanke, dass im Grunde ein Psychopath der beste Eheberater sein müsste, weil er sich nicht um die Gefühle anderer Menschen schert und sich auch nicht emotional einbringt, lieferte ihm den Stoff für seinen Film. Als literarische Einflüsse nennt Karaçelik das Werk von Autoren wie Vladimir Nabokov, Fjodor Dostojewski und Franz Kafka. Sie hatten seine Art des Geschichtenerzählens maßgeblich geprägt. Den Titel seines Films hatte Karaçelik absichtlich lang gewählt, um Spannung zu erzeugen und den Ton und die Komplexität des Films zum Ausdruck zu bringen.

### Besetzung und Dreharbeiten
In den Hauptrollen sind Steve Buscemi als der ehemalige Serienmörder Kollmick, John Magaro als der Schriftsteller Keane und Britt Lower als dessen Freundin Suzie zu sehen. Ward Horton spielt Keanes Agenten David. Die türkische Schauspielerin Tuğçe Altuğ, die in der Rolle von Elanor zu sehen ist, spielte bereits in Kelebekler.
Die Dreharbeiten fanden im Juni 2023 in New York City statt. Als Kamerafrau fungierte Natalie Kingston.

### Veröffentlichung
Die Weltpremiere des Films fand am 8. Juni 2024 beim Tribeca Film Festival statt, wo er in der Sektion Spotlight Narrative gezeigt wurde.